# Ehrenfest-Theorem
Das Ehrenfest-Theorem, benannt nach dem österreichischen Physiker Paul Ehrenfest, stellt innerhalb der Physik einen Zusammenhang zwischen der klassischen Mechanik und der Quantenmechanik her. Es besagt, dass unter bestimmten Bedingungen die klassischen Bewegungsgleichungen für die Mittelwerte der Quantenmechanik gelten; die klassische Mechanik also in gewissem Maße in der Quantenmechanik enthalten ist (Korrespondenzprinzip).
Mathematisch drückt sich das in seiner allgemeinsten Form so aus, dass die vollständige Zeitableitung des Erwartungswertes eines quantenmechanischen Operators mit dem Kommutator dieses Operators und des Hamiltonoperators {\displaystyle H} wie folgt in Zusammenhang steht:
{\displaystyle {\frac {\mathrm {d} }{\mathrm {d} t}}\langle O\rangle ={\frac {1}{\mathrm {i} \hbar }}\langle [O,H]\rangle +\left\langle {\frac {\partial O}{\partial t}}\right\rangle }
Dabei stellt {\displaystyle O} einen quantenmechanischen Operator und {\displaystyle \langle O\rangle } dessen Erwartungswert dar.

## Klassisches Analogon
Im Hamilton-Formalismus der klassischen Mechanik gilt für die Zeitentwicklung einer Phasenraumfunktion:
{\displaystyle {\frac {\mathrm {d} }{\mathrm {d} t}}f(p,q,t)=\{f,H\}+{\frac {\partial f}{\partial t}}}
mit der Poisson-Klammer {\displaystyle \{f,H\}=\nabla _{q}f\nabla _{p}H-\nabla _{p}f\nabla _{q}H}. Bei der Quantisierung wird die Poisson-Klammer durch den mit {\displaystyle {\tfrac {1}{i\hbar }}} multiplizierten Kommutator ersetzt. Das quantenmechanische Analogon einer Phasenraumfunktion ist ein Operator (Observable). Somit ist das Ehrenfest-Theorem das direkte Analogon zu der obigen klassischen Aussage.

## Herleitung
Folgende Herleitung verwendet das Schrödinger-Bild. Für eine alternative Betrachtung im Heisenberg-Bild siehe "Bewegungsgleichung für Erwartungswerte" unter Heisenbergsche Bewegungsgleichung.
Es sei das betrachtete System im Quantenzustand {\displaystyle |\psi \rangle }. Man erhält somit für die Zeitableitung des Erwartungswertes eines Operators O:
{\displaystyle {\begin{aligned}{\frac {\mathrm {d} }{\mathrm {d} t}}\langle O\rangle &={\frac {\mathrm {d} }{\mathrm {d} t}}\langle \psi |O|\psi \rangle ={\frac {\mathrm {d} \langle \psi |}{\mathrm {d} t}}O|\psi \rangle +\langle \psi |{\frac {\mathrm {d} O}{\mathrm {d} t}}|\psi \rangle +\langle \psi |O{\frac {\mathrm {d} |\psi \rangle }{\mathrm {d} t}}\\&={\frac {\mathrm {d} \langle \psi |}{\mathrm {d} t}}O|\psi \rangle +\langle \psi |O{\frac {\mathrm {d} |\psi \rangle }{\mathrm {d} t}}+\left\langle {\frac {\mathrm {d} O}{\mathrm {d} t}}\right\rangle \end{aligned}}}.
Da im Schrödingerbild die Operatoren und Zustände nur explizit von der Zeit abhängen können, vereinfachen sich die totalen Zeitableitungen zu partiellen ({\displaystyle \mathrm {d} /\mathrm {d} t=\partial /\partial t}). Man betrachtet nun die Schrödingergleichung
{\displaystyle {\frac {\partial |\psi \rangle }{\partial t}}={\frac {1}{\mathrm {i} \hbar }}H|\psi \rangle }
Konjugiert man diese Gleichung und beachtet, dass der Hamilton-Operator {\displaystyle H} selbstadjungiert ist, so folgt
{\displaystyle {\frac {\partial \langle \psi |}{\partial t}}=-{\frac {1}{\mathrm {i} \hbar }}\langle \psi |H}.
Einsetzen dieser Relationen liefert nun:
{\displaystyle {\frac {\mathrm {d} }{\mathrm {d} t}}\langle O\rangle ={\frac {1}{\mathrm {i} \hbar }}\langle \psi |OH|\psi \rangle -{\frac {1}{\mathrm {i} \hbar }}\langle \psi |HO|\psi \rangle +\left\langle {\frac {\partial O}{\partial t}}\right\rangle ={\frac {1}{\mathrm {i} \hbar }}\langle [O,H]\rangle +\left\langle {\frac {\partial O}{\partial t}}\right\rangle }

## Anwendung

### Orts- und Impulsoperatoren
Für den Spezialfall des Impulsoperators (dieser ist nicht explizit zeitabhängig, das heißt {\displaystyle {\frac {\partial p}{\partial t}}=0}) gilt nach dem Ehrenfest-Theorem:
{\displaystyle {\frac {\mathrm {d} }{\mathrm {d} t}}\langle p\rangle ={\frac {i}{\hbar }}\langle [H,p]\rangle ={\frac {i}{\hbar }}\langle [{\frac {p^{2}}{2m}}+V(x),p]\rangle ={\frac {i}{\hbar }}\langle [V(x),p]\rangle }
Nun wird der Kommutator {\displaystyle [V,p]} in der Ortsdarstellung ausgewertet, also mit {\displaystyle p=-i\hbar \nabla }, {\displaystyle V=V(x)} und {\displaystyle \Psi =\Psi (x)}:
{\displaystyle [V,-i\hbar \nabla ]\Psi =-i\hbar V\nabla \Psi -(-i\hbar \nabla (V\Psi ))=-i\hbar V\nabla \Psi +i\hbar (\nabla V)\Psi +i\hbar V(\nabla \Psi )=i\hbar (\nabla V)\Psi \quad \Rightarrow \quad [V,p]=i\hbar (\nabla V)}
Die zeitliche Ableitung des Impuls-Erwartungswerts in der Ortsdarstellung ist also:
{\displaystyle {\frac {\mathrm {d} }{\mathrm {d} t}}\langle p\rangle ={\frac {i}{\hbar }}\langle i\hbar \nabla V(x)\rangle =-\langle \nabla V(x)\rangle }
Da auch der Ortsoperator nicht explizit zeitabhängig ist, folgt mit dem Ehrenfest-Theorem für dessen Zeitentwicklung:
{\displaystyle {\frac {\mathrm {d} }{\mathrm {d} t}}\langle x\rangle ={\frac {i}{\hbar }}\langle [H,x]\rangle ={\frac {i}{\hbar }}\langle [{\frac {p^{2}}{2m}}+V(x),x]\rangle ={\frac {i}{\hbar }}{\frac {1}{2m}}\langle [p^{2},x]\rangle ={\frac {i}{\hbar }}{\frac {1}{2m}}\langle p\underbrace {[p,x]} _{-i\hbar }+\underbrace {[p,x]} _{-i\hbar }p\rangle ={\frac {1}{m}}\langle p\rangle }
Dabei wurden die einfache Kommutatorrelation {\displaystyle [p^{2},x]=p[p,x]+[p,x]p} sowie die kanonischen Vertauschungsrelationen zwischen Impuls- und Ortsoperator verwendet.
Aus den beiden hergeleiteten Beziehungen
{\displaystyle m{\frac {\mathrm {d} }{\mathrm {d} t}}\langle x\rangle =\langle p\rangle \ ,\quad {\frac {\mathrm {d} }{\mathrm {d} t}}\langle p\rangle =-\langle \nabla V(x)\rangle }
folgt:
{\displaystyle m{\frac {\mathrm {d} ^{2}}{\mathrm {d} t^{2}}}\langle x\rangle =-\langle \nabla V(x)\rangle =\langle F(x)\rangle }
Hier wurde die Kraft {\displaystyle F(x)} als negativer Gradient des Potentials eingesetzt. Die Bewegungsgleichungen für den Erwartungswert des Orts- und Impulsoperators sind also nahezu identisch zu denen der klassischen Mechanik, wobei jedoch die Kraft am Erwartungswert des Ortes {\displaystyle F(\langle x\rangle )} durch den Erwartungswert der Kraft {\displaystyle \langle F(x)\rangle } ersetzt ist. Wenn die Kraft keine lineare Funktion des Ortes ist, kann der Erwartungswert nicht in das Argument absorbiert werden und klassische und quantenmechanische Bewegungsgleichungen weichen voneinander ab.

### Klassische Näherung
Der Erwartungswert der Kraft {\displaystyle F(x)} lässt sich in eine Taylorreihe um den Erwartungswert von {\displaystyle x} entwickeln:
{\displaystyle {\begin{aligned}\left\langle F(x)\right\rangle &=\left\langle F(\langle x\rangle )+F^{\prime }(\langle x\rangle )(x-\langle x\rangle )+{\frac {1}{2}}F^{\prime \prime }(\langle x\rangle )(x-\langle x\rangle )^{2}+{\mathcal {O}}(x^{3})\right\rangle \\&=F(\langle x\rangle )+F^{\prime }(\langle x\rangle )\underbrace {\left\langle (x-\langle x\rangle )\right\rangle } _{=0}+{\frac {1}{2}}F^{\prime \prime }(\langle x\rangle )\underbrace {\left\langle (x-\langle x\rangle )^{2}\right\rangle } _{=(\Delta x)^{2}}+\left\langle {\mathcal {O}}(x^{3})\right\rangle \\&=F(\langle x\rangle )+{\frac {1}{2}}F^{\prime \prime }(\langle x\rangle )(\Delta x)^{2}+\left\langle {\mathcal {O}}(x^{3})\right\rangle \end{aligned}}}
Berücksichtigt man nur den ersten Summanden, so erhält man
{\displaystyle \langle F(x)\rangle \approx F(\langle x\rangle )\qquad (*)}
und somit
{\displaystyle m{\frac {\mathrm {d} ^{2}}{\mathrm {d} t^{2}}}\langle x\rangle =F(\langle x\rangle )}.
In Worten bedeutet dies, dass sich der Erwartungswert der Position auf einer klassischen Bahn bewegt, d. h. der klassischen Bewegungsgleichung folgt.
Das Ehrenfest-Theorem führt somit direkt auf eine Analogie der Quantenmechanik zur klassischen Mechanik – hier in Form des zweiten Newton’schen Axioms
{\displaystyle m{\frac {\mathrm {d} ^{2}}{\mathrm {d} t^{2}}}x=F(x)}.
Die Annahme (*) und damit auch die klassische Bewegungsgleichung für quantenmechanische Erwartungswerte gelten allerdings nur dann exakt, falls die Kraft F(x) eine lineare Funktion der Position x ist. Dies gilt für die einfachen Fälle des harmonischen Oszillators oder des freien Teilchens (dann verschwinden alle Ortsableitungen der Kraft vom Grad größer gleich 2). Außerdem kann man sagen, dass (*) gilt, wenn die Breite der Aufenthaltswahrscheinlichkeit klein ist gegenüber der typischen Längenskala auf der die Kraft F(x) variiert.
Die Bewegungsgleichung für Erwartungswerte lautet mit der nächsten nichtverschwindenden Korrektur zur klassischen Bewegungsgleichung:
{\displaystyle m{\frac {\mathrm {d} ^{2}}{\mathrm {d} t^{2}}}\langle x\rangle =F(\langle x\rangle )+{\frac {1}{2}}F^{\prime \prime }(\langle x\rangle )(\Delta x)^{2}}